# Thea Gottschalk
Thea Gottschalk (* 30. November 1945 in Burglengenfeld als Thea Hauer) wurde als Ehefrau von Thomas Gottschalk bekannt. In den 1980er-Jahren spielte sie Nebenrollen in drei Supernasen-Filmen.

## Leben
Thea Hauer wurde in Burglengenfeld geboren und zog mit ihrer Familie nach Nürnberg, wo sie aufwuchs. In den 1970er-Jahren arbeitete sie in einer Münchner Werbeagentur, u. a. gestaltete sie für die katholische Jugendzeitschrift Junge Zeit regelmäßig eine eigene Seite. 1972 lernte sie auf einem Medizinerball beim Münchner Fasching den Radiomoderator Thomas Gottschalk kennen, den sie am 11. November 1976 heiratete. Nach der Hochzeit gab sie ihre Stelle als Werbegrafikerin auf und wurde Managerin ihres Ehemannes, weil nach ihrer Ansicht nur einer Karriere machen könne und Thomas Gottschalk „der Bessere“ sei.
1982 wurde der gemeinsame Sohn Roman geboren. 1989 adoptierte das Ehepaar den zweiten Sohn Tristan im Babyalter. In der ersten Hälfte der 1990er-Jahre zogen Thea und Thomas Gottschalk mit ihren Söhnen in die USA, um dem öffentlichen Interesse an ihrem Privatleben zu entgehen. Sie lebten zuletzt in einem Haus in Malibu, Kalifornien, das 2018 abbrannte.  2019 trennte sich das Paar, am 7. Mai 2024 wurden sie geschieden.
Thea Gottschalk mied die Öffentlichkeit, trat aber zu pressewirksamen Terminen in auffallender Mode auf, so dass sie trotz aller Medienscheu eine bekannte Boulevard-Persönlichkeit im deutschsprachigen Raum wurde.
In den 1980er-Jahren spielte Thea Gottschalk in drei der erfolgreichen Supernasen-Filmen mit, als „Prinzessin Fatima“ in Die Supernasen, als „Gangsterchefin Tamara“ in Zwei Nasen tanken Super und als „Gräfin Frackstein“ in Die Einsteiger. Laut Mike Krüger war das Markenzeichen „Supernasen“ ihre Idee.

## Filmografie
- 1983: Die Supernasen
- 1984: Zwei Nasen tanken Super
- 1985: Die Einsteiger